# Nora Kaufhold
Nora Kaufhold (* 31. Juli 1929 in Breslau) ist eine deutsche Keramikerin und Textil- und Modegestalterin.

## Leben und Werk
Nora Kaufhold studierte von 1952 bis 1955 in der Fachrichtung Keramik an der Fachschule für angewandte Kunst Heiligendamm und anschließend bis 1960 in der Fachrichtung Textil an der Kunsthochschule Berlin-Weißensee. Von 1963 bis 1978 arbeitete sie als Gestalterin am Modeinstitut der DDR und beim Volkseigenen Handelsbetrieb (VHB) Exquisit. Sie war z. B. auf der VIII. Kunstausstellung der DDR mit Entwürfen für Leder- und Textiltaschen vertreten.
Ab 1978 war Nora Kaufhold in Berlin freischaffend tätig. Sie erhielt dort u. a. Aufträge für Arbeiten zur künstlerischen Ausgestaltung von öffentlichen Neubauten. Nora Kaufhold bildete auch Modegestalterinnen aus. Sie war Mitglied des Verbands Bildender Künstler der DDR.

## Werke in öffentlichen Räumen (Auswahl)
- Textile Applikationen (um 1987; Berlin-Marzahn, Trauzimmer im alten Rathaus Marzahn)
- Raumteiler (1985, Textil- und Holzapplikationen; Berlin-Marzahn, Wittenberger Straße, damalige Wohngebietsgaststätte Zu den Eichen)

## Ausstellungen (mutmaßlich unvollständig)

### Einzelausstellungen
- 1978: Cottbus, Galerie Blechen (Textilkunst)
- 1981: Berli, Studio-Galerie (mit Dieter Duschek und Guido von Martens)
- 1984: Dresden, Neue Dresdner Galerie (mit Dieter Duschek)

### Ausstellungsbeteiligungen
- 1976, 1979 und 1985: Berlin, Bezirkskunstausstellungen
- 1977/1978 und 1987/988: Dresden, VIII. und X. Kunstausstellung der DDR
- 1983: Berlin („Textilminiaturen“)